# ژانت کمبل
ژانت کمبل (اسپانیایی: Jeannette Campbell‎; ۸ مارس ۱۹۱۶ – ۱۵ ژانویهٔ ۲۰۰۳) شناگر اهل آرژانتین بود.